# Montmarault
Montmarault – miejscowość i gmina we Francji, w regionie Owernia-Rodan-Alpy, w departamencie Allier.

## Demografia
Według danych na rok 1990 gminę zamieszkiwało 1597 osób, a gęstość zaludnienia wynosiła 177 osób/km². W styczniu 2015 r. Montmarault zamieszkiwało 1539 osób, przy gęstości zaludnienia wynoszącej 170,6 osób/km².